# مسعد نور
مسعد نور (23 أبريل 1951 - 23 أبريل 2011) هو لاعب كرة قدم مصري ويُعد أحد رموز النادي المصري. فهو ثاني أعلى هدافين النادي بتاريخه في بطولة الدوري برصيد 87 هدفًا، خلف فقط السيد الضظوي صاحب الـ89 هدفًا. كما لعب على الصعيد الدولي مع منتخب مصر. وكان لقبه هو «الكاستن»، 
توفي نور يوم 23 أبريل 2011 بعد صراع طويل مع المرض، وكان قد دخل المستشفى العسكري بالقاهرة لاستئصال بعض الأورام السرطانية في المريء. إلا أن حالته الصحية كانت في تأخر مستمر، نتيجة تفشي المرض، ودُفن في مسقط رأسه بورسعيد.

## مسيرته مع الأندية

### بدايات
ولد في بورسعيد في 23 أبريل عام 1951 وبدأ مشواره مع اللعبة في ناشئي نادي بورفؤاد عام 1966 قبل عام واحد من حرب 1967 التي تسببت في تهجير أهل بورسعيد استعدادا لمعركة التحرير. انتقل مسعد نور بعدها لناشئي نادي الزمالك طوال فترة التهجير وزامل خلال وجوده بالزمالك جيل فاروق جعفر وعلي خليل ومحمود الخواجة ومحمود سعد.

### المصري
ومع استقرار الأوضاع في بورسعيد طلب مسعد نور من مسئولي الزمالك الاستغناء والانتقال لنادي مدينته النادي المصري مضحيا بالمزايا المادية الكبيرة التي كان يحظى بها في الزمالك مقارنة بالمصري في ذلك الوقت. وليبدأ من موسم 1972–1973 مشوار تألقه اللافت مع المصري، وكان أول لقاء لمسعد نور في أول مواسمه مع المصري أمام الزمالك واستطاع نور إدراك هدف التعادل للمصري في هذه المباراة في الثواني الأخيرة من المباراة التي انتهت بالتعادل بهدفين لكل فريق. توالت بعدها إبداعات الكاستن مع المصري ففي موسم 1974 /1975 لعب في الدوري 31 مباراة أحرز خلالها 21 هدفا وكان ثالث هدافي الدوري بعد حسن الشاذلي ومحمود الخطيب.
رغم عطائه الكبير للنادي المصري ومنتخب مصر إلا أن مسعد نور لم يحالفه الحظ في حصد البطولات رغم أنه كان قريبا من هذا الأمر في أكثر مناسبة حيث وصل للمباراة النهائية لكأس مصر مرتين متتاليتين أمام الأهلي وخسرهما وكانت أشهرهما موســم 1983 / 1984 حيث ظل المصري متقدما بهدف على النادي الأهلي أمام 100 الف متفرج في استاد القاهرة الدولي حتى الوقت بدل الضائع للمباراة قبل أن يخسر بعدها 3-1 في الوقت الإضافي. كما حصل نور مع المصري على المركز الثالث في الدوري بعد الأهلي والزمالك ثلاث مرات وكان المصري وقتها منافسا شرسا على البطولة وإن لم يحرزها بل إنه كان الفريق الأقرب للفوز بالدوري في موســم 1983 / 1984 والذي تصدر فيه المصري البطولة منذ بدايتها حتى ما قبل النهاية بسبع مباريات حين تعرض لهزيمة مفاجئة على أرضه عكس سير المباراة أمام الزمالك صاحبها شغب جماهيري اتخذ على إثرها اتحاد الكرة قراراً بنقل جميع المباريات الست المتبقية للفريق خارج ملعبه، كما غادر المدير الفني للفريق الأسطورة المجرية فيرينتس بوشكاش لبلاده غاضباً مما تسبب في انهيار الروح المعنوية للفريق وخسارته للمباريات الست المتبقية ويضيع على نور حلم التتويج بالدوري مع المصري.

### الاعتزال
اعتزل مسعد نور الكرة في مهرجان كبير لم تشهده بورسعيد من قبل في أكتوبر عام 1985، وهو المهرجان الذي شهد حضورًا جماهيريًا كبيرًا، فضلًا عن مشاركة واسعة لنجوم الرياضة مثل حسن شحاتة وبوبو وحمادة إمام ونجوم الفن كنور الشريف ومحمود ياسين وصلاح السعدني.

## مسيرته مع المنتخب
انضم للمنتخب المصري في عدد من المناسبات الدولية، أبرزها دورة ألعاب البحر الأبيض المتوسط 1975 في الجزائر، ودورة ألعاب البحر الأبيض المتوسط 1979 في يوغوسلافيا، و كأس الأمم الأفريقية لكرة القدم 1980 في نيجيريا وهي البطولة التي حل فيها المنتخب المصري في المركز الرابع. وبلغ عدد المباريات الدولية التي شارك فيها مسعد نور 22 مباراة أحرز خلالها 5 أهداف له منها 4 في منتخب تنزانيا في 3 مباريات مختلفة وهو الأمر الذي جعل الناقد الشهير نجيب المستكاوي يطلق عليه لقب «مسعد نور السلام» في إشارة إلى عاصمة تنزانيا السابقة دار السلام.

## روابط خارجية
- مسعد نور على موقع قاعدة بيانات كرة القدم.إي يو (الإنجليزية)